# Bethany Joy Lenz

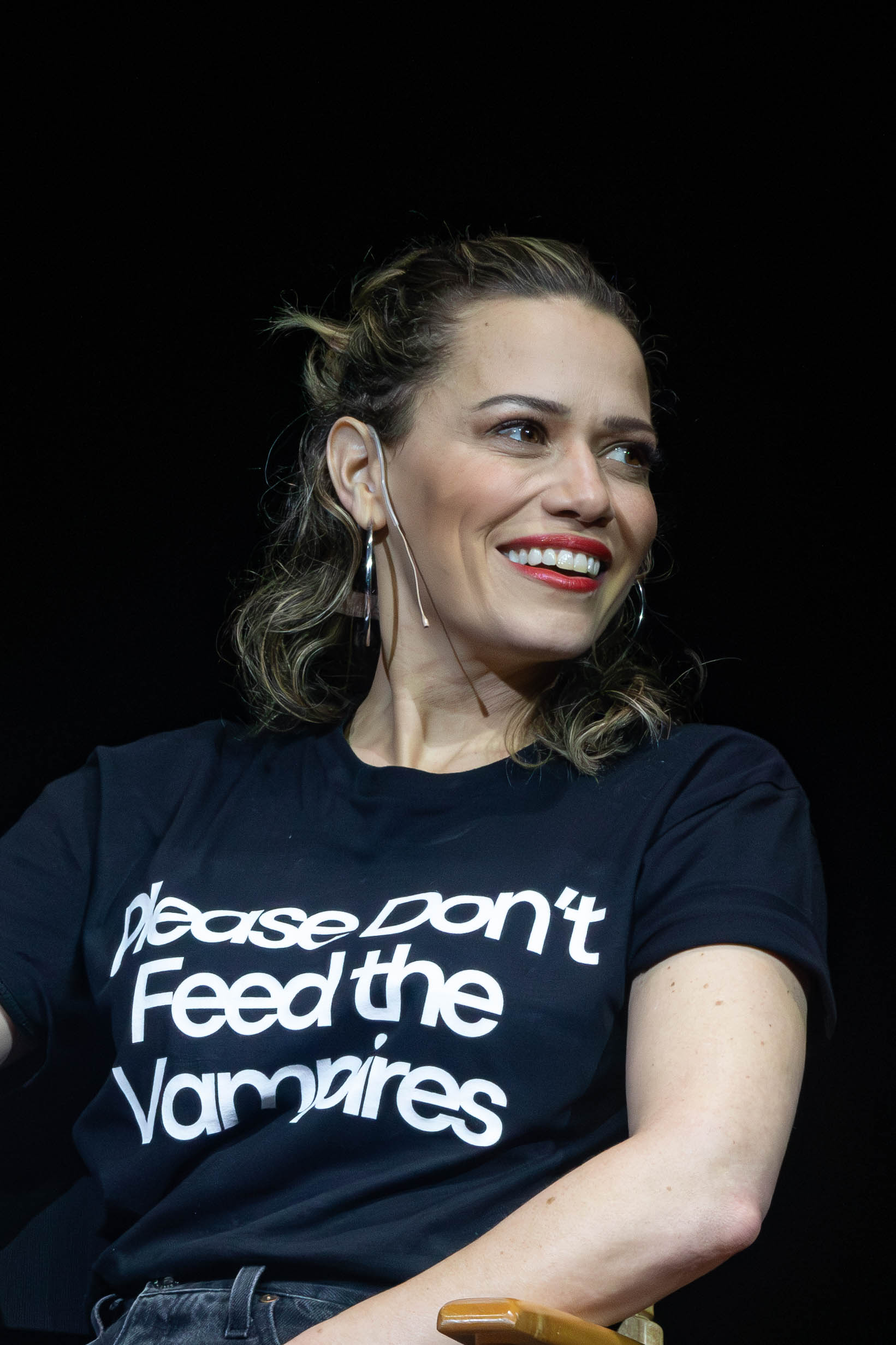
Bethany Joy Lenz (2024)

Bethany Joy Lenz (* 2. April 1981 in Hollywood, Florida; auch Joie Lenz) ist eine US-amerikanische Schauspielerin, Fernsehregisseurin, Sängerin und Songschreiberin sowie Musikproduzentin und Schriftstellerin.

## Leben
Sie wuchs als Kind von frommen Hippies auf.
Als Kind zog Lenz nach Arlington, Texas, wo sie im Alter von sieben Jahren ihre erste Rolle in Der Zauberer von Oz hatte. Mit zehn Jahren spielte sie am Irving Community Theater. Im Alter von elf Jahren zog sie mit ihrer Familie nach New Jersey.
Nachdem sie wegen ihrer Schauspielkarriere nach Kalifornien gezogen war, schloss sie sich einem Bibellesekreis an, in dem sie, wie in ihrer Familie, wöchentlich die Bibel studierte. Dieser Kreis entwickelte sich zum Teil einer Sekte, in der sie über ein Jahrzehnt bis etwa 2012 blieb. Wegen der Mitgliedschaft lehnte sie schließlich Rollen in Hollywood und am Broadway ab. So verzichtete Lenz 2005 darauf die Rolle der Belle in dem Musical Die Schöne und das Biest zu spielen, nachdem der Sektenführer ihr dies ausgeredet hatte. Von Seiten der Sekte waren laut Bethany Joy Lenz 2 Millionen Dollar ihrer Gage von ihrem Konto abgezweigt worden. Aus Scham ging sie erst etwa zehn Jahre nach dem Bruch mit der Gruppe mit der Information über ihre Sektenangehörigkeit an die Öffentlichkeit. In der Zeit der COVID-19-Pandemie in den Vereinigten Staaten begann sie aber diese Erfahrung in ihrem Buch zu verarbeiten.

### Schauspielerische Karriere
Die erste Hauptrolle spielte sie im Film Thinner – Der Fluch von 1996. Danach absolvierte sie Gastauftritte in Serien wie Felicity oder Charmed. Von 2003 bis 2012 war Lenz als Haley James-Scott eine der Hauptfiguren in der Fernsehserie One Tree Hill, in der sie an der Seite von James Lafferty, der die Rolle des Nathan R. Scott verkörperte, zu sehen ist.

### Persönliches
Ab dem 31. Dezember 2005 war Lenz mit dem Musiker Michael Galeotti verheiratet, dessen Familiennamen sie annahm und mit dem sie neun Monate des Jahres in North Carolina lebte. Lenz und Galeotti gaben auf ihrem Blog bekannt, dass ihre Tochter am 23. Februar 2011 geboren wurde. Die Trennung der beiden verkündete sie im März 2012 über ihren Blog. Des Weiteren gab sie an, dass sie wieder unter ihrem alten Namen Lenz auftreten werde. Ihr Ehemann war laut Lenzs Autobiographie Dinner for Vampires  der Sohn des Führers der christlichen Sekte Big House Family, der sie zur Zeit der Dreharbeiten zu One Hill Tree angehört hatte.

## Sonstiges
- 2004 wurde Lenz für drei Teen Choice Awards nominiert, erhielt aber keine der Auszeichnungen.
- Lenz hat zwei Alben veröffentlicht sowie zur Musik von One Tree Hill beigetragen.
- Lenz kann in vier Oktaven einwandfrei singen und wechselt in ihren Liedern gern mehrfach die Tonart.
- Lenz gründete die Band Everly mit ihrer Freundin Amber Sweeny.

## Filmografie (Auswahl)

### Filme
- 1992: Psalty’s Salvation Celebration
- 1996: Thinner – Der Fluch (Thinner)
- 1997: Wer die Nachtigall stört (To Kill a Mockingbird)
- 1998: 1973
- 2000: The End of August
- 2000: Mary and Rhoda
- 2004: Girls United Again (Bring It On Again)
- 2014: The Christmas Secret – Auf der Suche nach dem Glück (The Christmas Secret)
- 2017: Erpressung – Wie viel ist deine Familie wert? (Extortion)
- 2017: Snowed-Inn Christmas
- 2018: Poinsettias for Christmas
- 2018: Royal Matchmaker – Die königliche Heiratsvermittlerin (Royal Matchmaker)
- 2019: Bottled with Love
- 2020: A Valentine’s Match
- 2020: Just My Type
- 2020: Blindfire
- 2020: Five Star Christmas
- 2021: An Unexpected Christmas
- 2022: So Cold the River
- 2023: A Biltmore Christmas
- 2024: Savoring Paris

### Serien
- 1998–2000: Springfield Story (Guiding Light, 46 Folgen)
- 2001: Charmed – Zauberhafte Hexen (Charmed, Folge 4x06)
- 2001: Off Centre (Folge 1x02)
- 2001: Felicity (Folge 4x06)
- 2002: Meine Familie – Echt peinlich (Maybe It’s Me, Folge 1x10)
- 2003–2012: One Tree Hill (187 Folgen, Regie in 3 Folgen)
- 2003: The Guardian – Retter mit Herz (The Guardian, 2 Folgen)
- 2010: Life Unexpected – Plötzlich Familie (Life Unexpected, Folge 2x05)
- 2013: Dexter (5 Folgen)
- 2013: Men at Work (Folge 2x06)
- 2014: CSI: Vegas (CSI: Crime Scene Investigation, Folge 14x05)
- 2014: Sock Monkee Therapy (Folge 1x04)
- 2016: Marvel’s Agents of S.H.I.E.L.D. (2 Folgen)
- 2016: American Gothic (3 Folgen)
- 2017: Colony (10 Folgen)
- 2017: Nasty Habits (Folge 2x07, Regie)
- 2018: Grey’s Anatomy (2 Folgen)
- 2019: Pearson (10 Folgen)
- 2022: Good Sam (Folge 1x08)

### Musikvideoauftritt
- 1998: When the Lights Go Out (von der britischen Band 5ive)

## Diskografie

### Studioalben
| Jahr | Titel           | Record Label                       | Notes               |
| ---- | --------------- | ---------------------------------- | ------------------- |
| 2002 | Preincarnate    | Limited edition independent record | Nicht mehr käuflich |
| 2005 | Come On Home    | Limited edition independent record | Nicht mehr käuflich |
| 2006 | The Starter Kit | Epic Records                       | Unreleased          |
| 2008 | Mission Bell    | Hilasterion Records                | Feat Everly         |
| 2009 | Fireside        | Hilasterion Records                | Feat Everly         |

## Buchveröffentlichungen
- Dinner for Vampires: Life on a Cult TV Show (While Also in an Actual Cult!), Simon & Schuster 2024, ISBN 978-1-6680-6730-7